# Theta Volantis
Theta Volantis (θ Vol) – biała gwiazda ciągu głównego typu widmowego A, znajdująca się w gwiazdozbiorze Ryby Latającej. Jej obserwowana wielkość gwiazdowa wynosi +5,19m. Oddalona jest o około 239 lat świetlnych od Słońca.